# Polystichum kangdingense
Polystichum kangdingense är en träjonväxtart som beskrevs av H. S. Kung och Li Bing Zhang. Polystichum kangdingense ingår i släktet Polystichum och familjen Dryopteridaceae. Inga underarter finns listade.